# Bergantí pollacra
Un bergantí pollacra és un vaixell de dos pals amb aparell rodó. D'un desplaçament aproximat entre 150 i 200 tones arborava pal trinquet i pal mestre.
El trinquet era de dues peces amb quatre vergues i tenia cofa. El pal mestre era de dues peces amb creuera (sense cofa), amb quatre vergues, botavara, pic i cangrea.